# Leopold Hurt
Leopold Hurt (* 1979 in Regensburg) ist ein deutscher Komponist und Zitherspieler.

## Leben
Nach dem Abitur in Regensburg studierte Leopold Hurt Zither, Viola da Gamba/Violone und Historische Aufführungspraxis am Richard-Strauss-Konservatorium München und wurde Kompositionsschüler von Peter Kiesewetter. Nach Meisterkursen bei Dieter Schnebel und Paul-Heinz Dittrich sowie Kursen für Elektronische Musik am IRCAM in Paris setzte er seine Ausbildung bei Manfred Stahnke an der Hochschule für Musik und Theater Hamburg fort.
Als Zitherspieler erhielt er u. a. Engagements beim Symphonieorchester des Bayerischen Rundfunks, beim WDR Sinfonieorchester Köln und beim Orchestra di Roma. Regelmäßig arbeitet er mit dem DJ-Duo Gebrüder Teichmann (Berlin) zusammen. 2011 gründete er zusammen mit Frauke Aulbert (Stimme), Carola Schaal (Klarinette), Andrej Koroliov (Klavier), Alexander Schubert (Elektronik/Klangregie) und Jonathan Shapiro (Schlagzeug) das Decoder Ensemble (Ensemble für aktuelle Musik).
Leopold Hurts kompositorisches Schaffen umfasst das gesamte Spektrum der Instrumental- und Vokalmusik, wobei die Zither in mehreren seiner Kompositionen solistische Verwendung findet. Eine Reihe von Werken (z. B. Erratischer Block 2007) spiegelt seine Auseinandersetzung mit historischen Klangdokumenten traditioneller Volksmusik wider, die er auch mit elektronischen und multimedialen Mitteln bearbeitet.
Hurts Werke wurden bei internationalen Festivals aufgeführt, u. a. beim Warschauer Herbst, den Darmstädter Ferienkursen, beim Ultraschall-Festival Berlin, beim Festival Greatest Hits Hamburg, beim Eclat-Festival Stuttgart, beim Festival i-and-e Dublin, beim Festival blurred edges Hamburg sowie beim Festival MUSICA Strasbourg.
Leopold Hurt lebt als freischaffender Komponist und Interpret in Hamburg.

## Ehrungen
- 1993 Zweiter Bundespreis "Jugend musiziert"
- 1995 Erster Bundespreis "Jugend musiziert"
- 2001 2. Preis beim Kompositionswettbewerb des Deutschen Zithermusikbundes
- 2003/04 Stipendium für einen Aufenthalt in der Cité Internationale des Arts Paris
- 2004 Ernst-Volkmann-Preis beim Internationalen Wettbewerb für Zither München
- 2008 Annemarie und Hermann-Rauhe-Preis für Neue Kammermusik
- 2008 1. Preis beim Gustav-Mahler-Kompositionswettbewerb Klagenfurt
- 2008/09 Ausgewählter Komponist beim Internationalen Kompositionsseminar der Ensemble Modern Akademie
- 2009/10 Stipendium für einen Aufenthalt am Internationalen Künstlerhaus Villa Concordia Bamberg
- 2010 Stuttgarter Kompositionspreis
- 2010 Kunstpreis der Regensburger Kulturstiftung der REWAG
- 2011 Bach-Preis-Stipendium der Freien und Hansestadt Hamburg

## Kompositionen (Auswahl)

### Bühnenwerke
- Anna Livia Plurabelle. Musikalische Szene für 2 Sänger (Mezzosopran, Countertenor), 5 Instrumentalisten (Bassflöte, Bassklarinette, Violoncello, Basszither, Schlagzeug) und Tonband. Text: nach Motiven aus Finnegans Wake von James Joyce. UA 2001 München (Festival „A•DEvantgarde“)
- Carmen. Bearbeitung und teilweise Neukomposition der Oper von Georges Bizet in der gekürzten Fassung von Thomas Mika für Sopran, Mezzosopran, Tenor, Bariton, Flöte, Klarinette, Trompete, 2 Schlagzeuger, Diskantzither, Violine, Viola, Violoncello, Kontrabass. UA 2006 Hamburg
- MEDEA für eine Sängerin, Schauspielerinnen und Schauspieler, 11 Instrumente und Elektronik. Libretto: Dominik Neuner (nach dem Roman Medea: Stimmen von Christa Wolf). UA 2008 Hamburg
- Sechs Buxtehude-Bearbeitungen. Ballettmusik für Kammerorchester nach Instrumentalwerken von Dieterich Buxtehude. UA 2010 Augsburg

### Vokalmusik
- ALPenmusik. Drei Stücke mit Anna Livia Plurabelle für ALPenländische Instrumente. Texte: nach Finnegans Wake von James Joyce. UA 1999 München
  - ALP-Horn für elf Klangorte: Altstimme – Flügelhorn – Almglocken – Altblockflöte – Klarinette – Akkordeon – Viola – Tenorhackbrett – Basszither – Marimbaphon – Fellinstrumente
  - ALP-Traum 1. Zwiefacher für scordiertes Tenorhackbrett und Harfe – 2. Dreigsang für drei Singstimmen, scordiertes Tenorhackbrett, Harfe und Altzither
  - ALP-Druck für drei mal drei Instrumente: Klarinette, Akkordeon, Xylofon & Löffelspiel; Viola, Tenorhackbrett, Diskanzither; Kontrabass, Kontrabasshackbrett, Basszither
- Broken Consort I – Lament für Tenor, Tenorblockflöte, Viola da Gamba und Altzither. Text: nach den Metamorphosen des Ovid. UA Hamburg 2000
- Muspilli. Oratorium für Stimmen, Instrumente, Chor, Orchester und Tonband. Text: nach der gleichnamigen Stabreimdichtung (9. Jahrhundert) sowie nach Galileo Galilei und Alfred Jarry. UA 2002 Regensburg (Niedermünsterkirche)
- Broken Consort II – Enigma für Tenor, historische Instrumente und Tonband. UA 2003 München (Festival „A•DEvantgarde“)
- Seismographien für 6 Stimmen und 17 Streicher. Drei Messungen über Antoine Brumel, kombiniert mit drei Bearbeitungen aus Brumels Missa „Et ecce terrae motus“. UA 1. Juli 2009 München (Allerheiligen-Hofkirche der Residenz; Singer Pur, Münchener Kammerorchester, Dirigent: Jonathan Stockhammer)
- Ballade von dem Puff, das Freiheit heißt für Stimme (Bariton), Posaune, Akkordeon, Slide-Guitar. UA 2011 München (Festival „A•DEvantgarde“)

### Instrumentalwerke

#### Solo
- Stele für Altzither solo. UA München 2000 (revidiert 2007)
- Icarus in Augsburg für einen Klavierspieler mit Rezitation ad libitum. Text: aus Des Knaben Wunderhorn. UA 2000 München
  - Icarus in Augsburg (Galgenversion). für einen Klavierspieler mit Rezitation ad libitum, Live-Elektronik und Zuspielung. UA 2004 Paris
  - Icarus in Augsburg (Disklavierversion) für Disklavier, Live-Elektronik und Zuspielung. UA Hamburg 2006
- Hiatus (2006) für Altblockflöte und elektronische Zuspielung
- Logbuch (Hommage à K.V.). Drei Einträge für mikrotonale Zither solo. UA 2007 München
- Mysterien eines Frisiersalons für mikrotonale Altzither und Elektronik. Neue Live-Musik zu Stummfilmen von Karl Valentin. UA 2008 München
- The Harpsdischord I für Harfe mit Scordatur. UA 2009 Hamburg
- Wellenbrecher für Zither (in Vierteltonstimmung), UA 2012 München (Gasteig, Black Box)
- Der Minuten-Zwiefache – eine Zugabe für Zither solo (2012)
- Dissociated Press - Input 1 für Klarinette, Playback (2019)
- Dissociated Press - Input 2 für Violoncello, Tape (2019)
- Dissociated Press - Input 3 für Percussion, Tape (2019)
- Dissociated Press - Input 4 für Klavier, Tape (2019)
- Flashback X für Zither (2024)

#### Kammermusik
- Treibgut. Post-praeludium zu ALPenmusik für Schoßgeige (Violine), Altzither und Kontragitarre (Gitarre). UA 1999 München
- Echolot. Chaconne (auf der Suche) nach Silvius Leopold Weiss für Zither und Fernzither. UA Trossingen 2001
- Senkblei für Gitarre und zwei Zithern. UA 2005 München
- Aggregat für Violoncello, mikrotonale Basszither und Elektronik. UA 2005 Hamburg
- Radio Cut. Choreographische Szene für sieben instrumentalisten (Flöte/Piccolo, Klarinette/Bassklarinette, Klavier mit Bassdrum, Streichquartett mit Schellen). UA 2006 Hamburg
- Erratischer Block für Violine, Saxophon, Klavier, Schlagzeug, mikrotonale Altzither, Live-Elektronik und Zuspielung. UA 2007 Bremen (Ensemble Intégrales, Hamburg)
- August Frommers Dinge. Streichtrio. UA 2008 Zürich/Basel (Mondrian Ensemble Basel)
- Tunnel für Klaviertrio. UA 2008 Hamburg (Boulanger Trio)
- Ausreißer für Klarinette/Bassklarinette, Kontrabass, Klavier/stumme Tastatur, Schlagzeug und Zuspielungen. UA 2010 Hamburg (Hamburger Klangwerktage)
- Fred Ott‘s Sneeze für Klarinette/Bassklarinette, Violine, Violoncello, Klavier, Schlagzeug und Zuspielungen. UA Hamburg 2011 (Festival „Blurred Edges“)
- Reality Check für Violine, Zither und Zuspielungen. UA 2013 Wien (Alte Schmiede, Wien, Duo Lüneburg & Mallaun)
- five minutes or less für E-Gitarre, E-Cello und Zuspielungen. UA 2014 Frankfurt am Main
- Dissociated Press - Finale für Stimme, Klarinette, Zither, Violoncello, Keyboard, Drum Set und Zuspielungen (2017)
- Dissociated Press für Stimme, Klarinette, Zither, Violoncello, Keyboard, Drum Set, Elektronik (2017–2021)
- Rossbreiten für 3 Zithern, Elektronik (2020/21)
- The Likeness of Geography – remix with Georg Philipp Telemann für Ensemble (Flöte, Oboe, Klarinette, Percussion, Violine, Viola, Violoncello, Klavier) (2022)

#### Ensemble
- PIDGEN (Erratischer Block II) für mikrotonale Diskantzither und 13 Instrumentalisten. UA Klagenfurt 2008
- Flex für großes Ensemble (18 Spieler). UA 2009 Frankfurt am Main (Ensemble Modern)
- Broken Consort III – "Schwebendes Verfahren" für Flöte, Altsaxophon, Klarinette, 2 Schlagzeuger, Klavier und Streichquartett. UA Hamburg, Strasbourg, Lyon 2009
- Dead Reckoning für 12 Streicher (7 Violinen, 2 Violen, 2 Violoncelli, Kontrabass). UA 2012 Hamburg (Festival "Klangwerktage")
- Gatter für E-Zither und Ensemble (Flöte, Oboe, Klarinette, Bassklarinette, Fagott, Horn, Trompete, Posaune, Percussion, 2 Violinen, Viola, Violoncello, Kontrabass). UA 2014 Darmstadt (Darmstädter Ferienkurse, Leopold Hurt (E-Zither), European Workshop for Contemporary Music, Ltg.: Rüdiger Bohn)
- Munich Machine, 20something für Großes Ensemble (Flöte, Oboe, Klarinette, Fagott, Horn, Trompete, Posaune, Vibraphon, E-Gitarre, Klavier, Akkordeon, 2 Violinen, Viola, Violoncello, Kontrabass) (2016)

#### Orchester
- Seuring | Schalter für E-Zither, Elektronik und großes Orchester (3 Fl., 2 Ob., Englh., 2 Klar., Bklar., 2 Fg., Kfg., 4 Hr., 3 Trp., 3 Pos., Btb., 3 Schlgz., Streicher: 12-10-8-6-4). UA 2012 Hamburg (Philharmoniker Hamburg, Ltg.: Simone Young)

### Elektronik
- vor Geiger. Elektroakustische Komposition. UA 2004 München
- über Dörfer. Elektroakustische Komposition. UA 2004 München
- 3 Schriftstücke. Elektronische Komposition. UA Hamburg 2006

## CDs (Auswahl)
- Portrait-CD Leopold Hurt: "Erratischer Block", "Dead Reckoning", "August Frommers Dinge" und "Seuring | Schalter". Deutscher Musikrat – Edition zeitgenössische Musik. WERGO 2014 (WER 6410 2)
- Fred Ott's Sneeze. Auf: Decoder Ensemble für Aktuelle Musik, Ahornfelder 2015 (AH27)